# ATG4B
ATG4B (англ. Autophagy related 4B cysteine peptidase) – білок, який кодується однойменним геном, розташованим у людей на короткому плечі 2-ї хромосоми.  Довжина поліпептидного ланцюга білка становить 393 амінокислот, а молекулярна маса — 44 294.
| 10         |  | 20         |  | 30         |  | 40         |  | 50         |
| ---------- |  | ---------- |  | ---------- |  | ---------- |  | ---------- |
| MDAATLTYDT |  | LRFAEFEDFP |  | ETSEPVWILG |  | RKYSIFTEKD |  | EILSDVASRL |
| WFTYRKNFPA |  | IGGTGPTSDT |  | GWGCMLRCGQ |  | MIFAQALVCR |  | HLGRDWRWTQ |
| RKRQPDSYFS |  | VLNAFIDRKD |  | SYYSIHQIAQ |  | MGVGEGKSIG |  | QWYGPNTVAQ |
| VLKKLAVFDT |  | WSSLAVHIAM |  | DNTVVMEEIR |  | RLCRTSVPCA |  | GATAFPADSD |
| RHCNGFPAGA |  | EVTNRPSPWR |  | PLVLLIPLRL |  | GLTDINEAYV |  | ETLKHCFMMP |
| QSLGVIGGKP |  | NSAHYFIGYV |  | GEELIYLDPH |  | TTQPAVEPTD |  | GCFIPDESFH |
| CQHPPCRMSI |  | AELDPSIAVG |  | FFCKTEDDFN |  | DWCQQVKKLS |  | LLGGALPMFE |
| LVELQPSHLA |  | CPDVLNLSLD |  | SSDVERLERF |  | FDSEDEDFEI |  | LSL        |

A: Аланін

C: Цистеїн

D: Аспарагінова кислота

E: Глутамінова кислота

F: Фенілаланін

G: Гліцин

H: Гістидин

I: Ізолейцин

K: Лізин

L: Лейцин

M: Метіонін

N: Аспарагін

P: Пролін

Q: Глутамін

R: Аргінін

S: Серин

T: Треонін

V: Валін

W: Триптофан

Кодований геном білок за функціями належить до гідролаз, протеаз, тіолових протеаз, фосфопротеїнів. 
Задіяний у таких біологічних процесах як транспорт, транспорт білків, убіквітинування білків, автофагія, поліморфізм, ацетиляція, альтернативний сплайсинг. 
Локалізований у цитоплазмі.